# Manoel Rodrigues do Nascimento
Manoel Rodrigues do Nascimento( - 1928) mais conhecido como Cambambe foi o fundador do Terreiro Tumba Junsara em 1919, em Acupe, município de Santo Amaro da Purificação, Bahia, juntamente com seu irmão de barco Manuel Ciríaco de Jesus iniciados em 13 de junho de 1910 pela matriarca Maria Neném. Foi fundador do Kupapa-Unsaba ,"Congo". Após a morte de Cambambe, Ciríaco continuou na liderança da casa até sua morte em 4 de fevereiro de 1965.